# Ериніт
Ериніт (Ca4(Al,Fe,Mg)10Si12O35(OH)12CO3·12H2O) — синювато-фіолетовий іносиликатний мінерал. Він кристалізується в моноклінній системі і проявляється у вигляді волокнистих або компактних мас і покриттів. Він має темний склоподібний блиск, питому вагу 2,48 і твердість за Моосом 3.
Це низькотемпературна гідротермальна фаза, що виникає в цеолітній фації зміни долеритів. Асоційовані мінерали включають преніт, сколецит і мезоліт.
Назва мінералу походить від грецького кореня «aerinos», що означає «атмосфера» або «блакитне небо». Вперше був описаний Lasaulx (1876) зі зразка з Вроцлавського музею, отриманого в Арагоні, Іспанія. У 1882 році геолог Луїс Маріано Відаль знайшов мінерал на в Касеррас-дель-Кастільо, місцевості, яка зараз належить до муніципалітету Естопіньян-дель-Кастільо, в Уесці (Іспанія).

## Відклади та використання

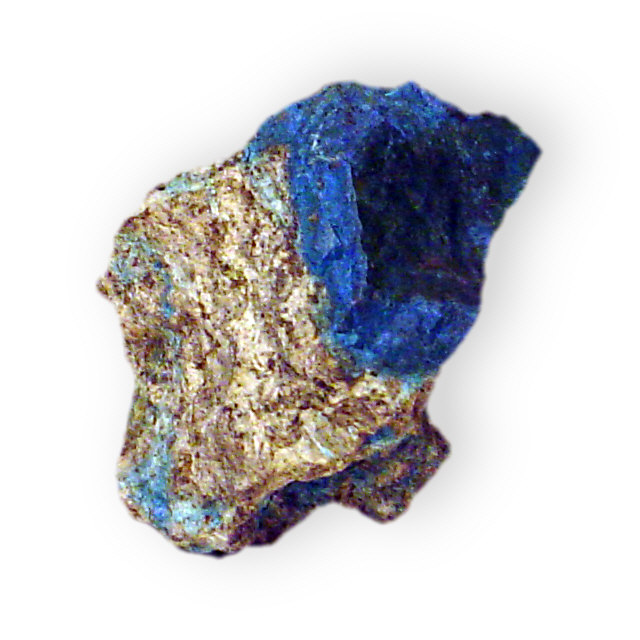
Ериніт з Іспанії

Ериніт — рідкісний мінерал. Його було знайдено в кількох родовищах в іспанських Піренеях Уеска та Леріда, наприклад, в Естопіньяні-дель-Кастільо, Кампорельс, Хусеу та Тартареу. У Франції це Сен-Пенделона в Ландах. Ериніт використовувався як синій пігмент у романських картинах у багатьох церквах в Іспанії, а також у деяких французьких, включаючи найвідомішу з них, ікону Пантократора в церкві Сан-Клементе-де-Тахулль.